# Johann Ulrich Hanauer
Johann Ulrich Hanauer (* 6. April 1807 in Baden; † 8. Dezember 1871 ebenda; heimatberechtigt in Baden) war ein Schweizer Politiker. Von 1848 bis 1851 gehörte er dem Nationalrat an, von 1852 bis 1868 war er Regierungsrat des Kantons Aargau.

## Leben
Hanauer besuchte in Luzern die Kantonsschule und anschliessend die Theologieschule. Er setzte sein Studium an einer nicht näher bekannten deutschen Universität fort, brach es jedoch 1831 ab. Danach arbeitete er als Lehrer in Baden und war ab 1833 Mitglied des Bezirksschulrates. 1841 wurde er zum Stadtammann von Baden gewählt und hatte dieses Amt bis 1852 inne; in seine Amtszeit fallen die Eröffnung der ersten Schweizer Eisenbahnlinie von Zürich nach Baden (Schweizerische Nordbahn) und der Bau einer Taubstummenanstalt.
1843 folgte Hanauers Wahl in den Grossen Rat, wo er der radikal-liberalen Fraktion angehörte. Nach der Aufhebung der Klöster amtierte er bis 1845 als Klostergutsverwalter in Fahr und Baden. Im Jahr 1848 war er sowohl Grossratspräsident als auch Abgeordneter an der eidgenössischen Tagsatzung. Er trat erfolgreich zu den ersten Parlamentswahlen an und vertrat den Aargau in der ersten Legislaturperiode des neuen Bundesstaates bis 1851 im Nationalrat. Als Verfassungsrat war er darüber hinaus von 1849 bis 1841 an der Ausarbeitung einer neuen Kantonsverfassung beteiligt.
Hanauer wurde 1852 in den Regierungsrat gewählt und übernahm seiner Neigung entsprechend das Erziehungsdepartement. Fünf Jahre später wechselte er das Departement und war fortan für die Finanzen zuständig. Ab 1858 gehörte er dem Verwaltungsrat der Schweizerischen Nordostbahn (NOB) an. Hanauer trat 1868 als Regierungsrat zurück, blieb aber bis zu seinem Tod weiterhin NOB-Verwaltungsrat.